# Polska Bez Cenzury
Polska Bez Cenzury – polskie czasopismo wydawane od 25 kwietnia 2016, w którym publikowane są teksty poświęcone m.in. polityce, gospodarce i społeczeństwu. 
W chwili pojawienia się pisma na rynku, jego felietonistami zostali m.in. Paweł Zarzeczny, Grzegorz Braun i Andrzej Gąsiorowski.
Początkowo ukazywało się jako miesięcznik, 12 października 2017 po raz pierwszy jako dwutygodnik.

W ciągu 1,5 roku obecności na rynku osiągnęliśmy zadowalający wynik, dlatego stajemy się dwutygodnikiem. Nasza sprzedaż waha się na poziomie 40-50 proc. nakładu, teraz ukażemy się w 30 tys. egzemplarzy